# Avinguda del Port (València)
L'avinguda del Port és una via urbana de València situada a l'est de la ciutat, entre la plaça de Saragossa i el port de València. És una de les vies més llargues de la ciutat amb una longitud de 2,5 quilòmetres, sols superada per l'avinguda dels Germans Machado i pel carrer de Sant Vicent Màrtir.
Té el seu origen com a "Camí Nou del Grau", construït el 1802, alternativa al "Camí Vell del Grau", actual carrer de les Illes Canàries. És una via de connexió ràpida del centre de la ciutat amb l'antic poblat i actual barri del Grau i el port de València.
S'inicia a la intersecció giratòria de la plaça de Saragossa, on s'encreua amb el passeig de l'Albereda, el pont d'Aragó i l'inici de l'avinguda d'Aragó, i finalitza a les portes del port de València a l'antiga estació marítima (o "edifici del Rellotge") amb el carrer del Doctor Josep Joan Dòmine cap al nord i el de l'Enginyer Manel Soto cap al sud.
Al llarg del seu recorregut s'encreua amb l'avinguda del Cardenal Benlloch, el carrer d'Eduard Boscà, el carrer del Doctor Manuel Candela, el carrer del Pare Tomàs de Montañana, el carrer del Pintor Maella, el carrer de la Serradora (o de Serrería) i el carrer d'Eivissa.
Els barris que travessa són al seu inici el barri de Mestalla al districte Pla del Real, després en superar l'avinguda del Cardenal Benlloch entra al districte dels Camins al Grau i separa el barri d'Albors al nord i del Camí Fondo al sud, i a partir del carrer del Doctor Manuel Candela separa el d'Aiora al nord i el de La Creu del Grau al sud. En superar el carrer de la Serradora entra al districte dels Poblats Marítims i al barri del Grau.

## Nom
La via pren el seu nom pel port de València, destí final de l'avinguda des del centre de la ciutat, encara que als seus primers anys des del 1802 era coneguda com el "Camí Nou del Grau". Durant el curt període de la segona república va ser coneguda com a Avinguda de Lenin.

## Història
L'antic camí que unia la ciutat amb el Grau tenia un recorregut sinuós on destacava una creu coberta a mitjan camí, tal com es pot observar en diverses imatges de la ciutat i voltants, com una del dibuixant flamenc Anton van der Wyngaerde del 1563. Aquest camí ocasionava nombroses despeses per a la seua conservació a la ciutat i s'inundava freqüentment, per això la ciutat encarregà un estudi (Projecte del nou Camí del Grau) el 27 de març de 1787 a la Reial Acadèmia de Sant Carles. L'Acadèmia va aprovar el projecte en sessió del 3 d'abril de 1787 i s'envià a l'Ajuntament el 7 d'agost del mateix any.
L'encarregat del projecte fou Vicent Gascó (1734-1802), en col·laboració amb altres arquitectes acadèmics com Antoni Gilabert, Joan Baptista Mínguez i Joaquim Martínez. El nou vial tenia un traçat rectilini i anava des de l'ara desaparegut Convent de Sant Joan de Ribera fins a la porta del Grau, amb tres places circulars (als exterems i al centre) on se situaven seients per al descans. Tenia 75 pams d'amplada, dues voreres de 15 pams d'ample també amb seients, a més estava elevat amb fossats als laterals per recollir l'aigua de pluja. El recorregut del camí unia l'Ermita de la Soletat, al final de l'Albereda, fins al Grau i hi podien transitar tres carros a la vegada en la mateixa direcció.
Així doncs, l'avinguda del Port té el seu origen en el "Camí Nou del Grau" o simplement Camí del Grau, inaugurat el 1802 amb motiu de la visita del rei Carles IV d'Espanya, per canalitzar el trànsit dels camins Fondo i Vell del Grau, i així revitalitzar el port. El nou camí del Grau era un exemple clar de passeig il·lustrat. Els autors contemporanis van lloar tant el seu valor estratègic com la racionalitat del seu traçat. Al voltant d'aquesta artèria, que esdevingué l'eix principal entre la ciutat i el port, creixia ràpidament una sèrie de magatzems, tallers i més tard, factories, aprofitant la naturalesa de l'avinguda com a lloc de pas obligatori.
En el Diccionari de Madoz (1845-1850) apareix la següent descripció:
| «                     | el [camino] que dirige á Valencia es una recta y magnífica alameda de 1/2 leg[ua] de estension, con hermosos andenes á ambos lados, á los que una doble hilera de elevados chopos preserva de los ardientes rayos del sol, formando con sus ramages un espeso y continuado toldo sobre el camino del centro, destinado para carruages; su estado es escelente [...] | » |
| — Diccionari de Madoz | |   |

A la fi del segle xix era una de les vies més transitades de la ciutat, especialment durant l'estiu, quan gent de totes les classes socials es dirigia a Vilanova del Grau (poble originari de l'actual Grau) o al Poble Nou de la Mar (poble originari del Cabanyal) per tal de recrear-se.
El 1902 es va construir a l'actual plaça de Saragossa, inici de l'avinguda, l'Estació d'Aragó de la Companyia del Ferrocarril Central d'Aragó, empresa que explotava les línies ferroviàries entre Aragó i València. L'edifici va ser demolit l'any 1974.
El 1909 la capçalera del "camí nou" acollí L'Exposició Regional del 1909 comercial i industrial, de gran ressò i que creà un conjunt d'edificis modernistes o eclèctics dels quals en queden ben pocs, majorment als barris de L'Exposició i de Mestalla.
L'any 1914 es va inaugurar a l'extrem oriental de l'avinguda l'Estació Marítima de València, famosa per la seua torre del rellotge i que és coneguda com l'"Edifici del Rellotge". Ha estat l'emblema del port durant tot el segle xx i un edifici de referència, d'estil modernista i inspirat en l'estació de ferrocarril Gare de Lyon de la ciutat de París.
L'avinguda es va sotmetre a canvis en la jardinera central l'any 1996 continuant amb dos direccions, per donar pas l'any 2005 a uns canvis importants amb motiu de l'edició 32 de la Copa Amèrica de vela, competició internacional més important a l'esport de la vela i que va triar València com a seu de les seues edicions dels anys 2007 i 2010. Aquest fet va variar el trànsit de l'avinguda del Port dels dos sentits a un sentit únic cap a l'est en direcció al port i adossant-hi un carril bici. El trànsit en sentit oest cap al centre de la ciutat va ser traslladat pel carrer de Joan Verdeguer i l'avinguda de Balears, vies paral·leles a l'avinguda uns metres més al sud.
L'any 2008 es va inaugurar el Circuit Urbà de València que discorre per carres del Grau i el port, concretament pels carrers del Doctor Josep Joan Dòmine i el de l'Enginyer Manel Soto, just a la fi de l'avinguda. Des d'ací es pot accedir a la principal entrada al circuit quan és muntat per a acollir el Gran Premi d'Europa de la Fórmula 1 d'automobilisme.

## Elements importants

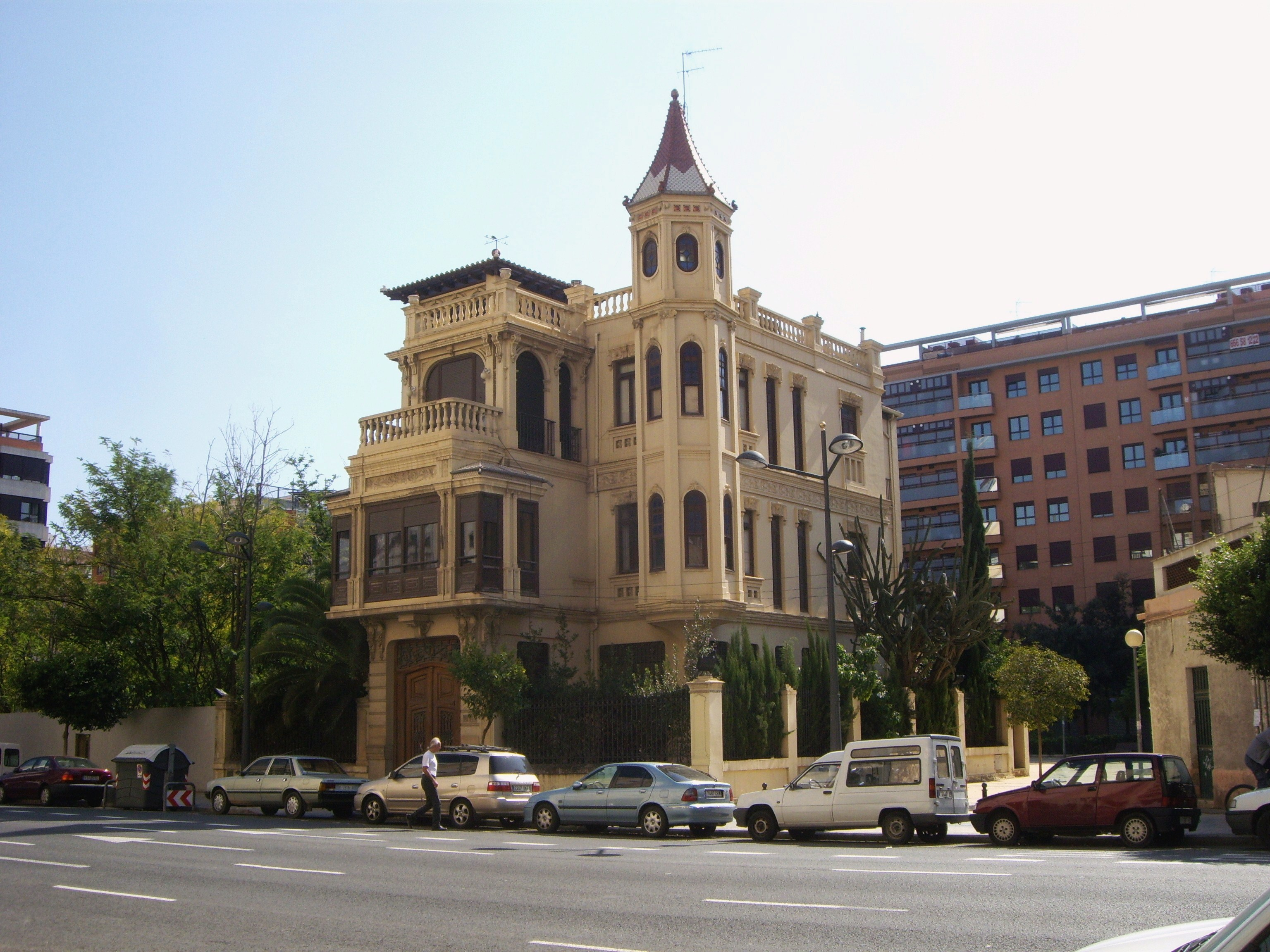
Casa del Metge o Palauet Burgos.

Prop del principi de l'avinguda se situa la "Casa del Metge" de 1924, també conegut com a "Palauet Burgos", ja que va ser manat construir per la propietària de la parcel·la, Maria Burgos Romero. Va ser edifici residencial de caràcter romàntic i residència del metge José María Aragón, cirurgià de la Plaça de Bous de València.
Les Germanes de la Caritat de Santa Anna disposen del "Parc-Col·legi Santa Anna" a l'avinguda, i a l'altura del número 119 es troba una reconstrucció en ferro de la desapareguda Creu del Grau, antiga creu coberta del segle xv que marcava el terme municipal de la ciutat.
Ja al barri del Grau es troba l'església de Santa Maria del Mar del segle xiv encara que el temple té el seu actual aspecte des del segle xviii. Aquesta parròquia es troba molt pròxima a les Drassanes Reials del segle xiv i estil gòtic. A vora mar es troba l'Estació Marítima, coneguda també com l'"Edifici del Rellotge".

## Transport
Per l'avinguda passen diverses línies de l'EMT de València: 2, 3, 4, 19, 30, N8 i N9.
Té carril bici, 7 estacions de Valenbisi, i en projecte passarà el tramvia orbital de MetroValencia entre els carrers del Pintor Maella i de Guillem d'Anglesola.